# Allá en el setenta y tantos
Allá en el setenta y tantos es una película argentina en blanco y negro dirigida por Francisco Mugica que fue estrenada el 24 de mayo de 1945 y protagonizada por Silvana Roth en el papel de Cecilia Ramos, personaje de ficción inspirado en Élida Passo, la primera mujer en estudiar una carrera universitaria en Argentina.

## Sinopsis
Relata la historia de la cordobesa Élida Passo, en el film llamada Cecilia Ramos, la primera mujer en estudiar una carrera universitaria en Argentina, a finales de la década de 1870. La inscripción de Passo en la Facultad de Medicina fue rechazada por la Universidad de Buenos Aires, por lo que debió realizar un juicio, que le fue favorable, para que se reconociera su derecho a estudiar. Su ingreso enfrentó a sectores conservadores contra liberales, lo que llevó a conspiraciones para evitar que la joven se recibiese de médica.
La historia tiene de fondo a la guerra civil desatada por la federalización de Buenos Aires, donde se desempeñó como enfermera y fue condecorada por el presidente Nicolás Avellaneda.

## Reparto
- Silvana Roth como Cecilia Ramos
- Carlos Cores ... Marcos Helguera
- Felisa Mary ... Melchora de López
- Virginia Luque ... Mercedes "Mechita"
- Alberto Bello ... Dr. Carlos Ramos
- Pedro Laxalt ... Dr. Fernández
- Gloria Grey
- María Armand
- Matilde Rivera ... Dalmacia
- Susana Dupré ...Gloria
- Federico Mansilla
- Mario Medrano
- Horacio Priani ... Jacinto
- Hilda Vigliero
- Domingo Mania
- Olimpio Bobbio
- Gonzalo Palomero
- Jorge Villoldo ... Pdre Tobías
- Carlos Bellucci
- Miguel Vanni
- Alberto Bello
- Dario Garzay
- José María Gutiérrez ... Abanderado
- Pablo Cumo